# 블라다 아브라모브
블라다 아브라모브(Vlada Avramov, 세르비아어: Влада Аврамов)는 과거 골키퍼로 뛰었던 세르비아의 전 축구 선수이다.

## 경력
블라다 아브라모브는 세르비아 수페르리가에서 선수 생활을 시작했으며, 여섯 시즌 동안 세리에 B에서 선수 생활을 보냈고, 마침내 2008년 2월 17일에 벌어진 카타니아전에서 교체 출전했다.

### 국가대표팀 경력
그는 세르비아 몬테네그로 대표팀 시절인 2006년 9월 2일에 처음으로 국가대표팀에 발탁되었으며, 가장 최근에는 2007년 10월 21일에 벌어진 폴란드 대표팀과의 유로 2008 예선 경기에 부상중인 블라디미르 스토이코비치를 대신해 출전했다.